# Miss Repubblica Dominicana
Miss Repubblica Dominicana (Miss República Dominicana) è un concorso di bellezza femminile che si tiene annualmente nella Repubblica Dominicana ed è destinato a donne di età compresa fra i diciotto ed i ventisei anni. Ogni concorrente rappresenta una provincia della Repubblica Dominicana. L'organizzazione del concorso, gestita da Magali Febles, invia le vincitrici del concorso a rappresentare la propria nazione in diversi concorsi internazionali, che includono Miss Universo, Miss Mondo, Miss Terra, Miss International, Miss Tourism Queen International, Reina Hispanoamericana, Miss Continente Americano, Miss América Latina ed altri.

## Albo d'oro

### Miss Repubblica Dominicana
La prima classificata del concorso partecipa a Miss Universo.
| Anno     | Vincitrice                        | Provenienza            | Piazzamento/Note                 |
| -------- | --------------------------------- | ---------------------- | -------------------------------- |
| 1927**** | Carmen Ursula Martínez Estévez    | Santiago               |                                  |
| 1928     | Viviana de María Batista Ruiz     | Puerto Plata           |                                  |
| 1929     | Luz Fausta Collado Bienvenido     | Santo Domingo          |                                  |
| 1952**** | Laura Cristina Rodríguez Acosta   | La Vega                |                                  |
| 1953**** | María Magdalena Alvarado Padrón   | Duarte                 |                                  |
| 1954**** | Rosa María Lama Hidalgo           | La Altagracia          |                                  |
| 1955**** | Angela María Trujillo Martínez    | Trujillo               |                                  |
| 1956     | Olga Fiallo                       | Santiago               |                                  |
| 1957**** | Belgica Margarita Mota de la Cruz | Pedernales             |                                  |
| 1958**** | Julia Cesarina Acosta Marrón      | Espaillat              |                                  |
| 1962     | Sarah Olimpia Frómeta             | Puerto Plata           | Miss Congeniality                |
| 1963     | Carmen Benicia Abinader de Benito | Santo Domingo          |                                  |
| 1964     | Clara Edilia Chapuseaux Soñé      | San Rafael             |                                  |
| 1965     | Clara Herrera                     | Sánchez Ramírez        |                                  |
| 1966*    | Jeanette Dotel Montes de Ocoa     | San Juan               | Non partecipa                    |
| 1967     | Jeanette Rey Garcia               | Duarte                 |                                  |
| 1968     | Ana María Ortíz                   | Puerto Plata           |                                  |
| 1969     | Rocío García                      | Samaná                 |                                  |
| 1970     | Sobeida Fernández                 | Valverde               |                                  |
| 1971     | Sagrario Reyes                    | El Seibo               |                                  |
| 1972     | Ivonne Butler                     | Barahona               |                                  |
| 1973     | Lily Fernández                    | Santo Domingo          |                                  |
| 1974     | Jacqueline Cabrera                | Espaillat              |                                  |
| 1975     | Milvia Troncoso                   | Dajabón                |                                  |
| 1976     | Norma Lora                        | Independencia          |                                  |
| 1977**   | Blanca Aurora Sardiñas            | Puerto Plata           | Top 12                           |
| 1978     | Raquel Jacobo                     | María Trinidad Sánchez |                                  |
| 1979     | Viena Elizabeth García            | Samaná                 |                                  |
| 1980     | Milagros Germán                   | Santiago Rodríguez     |                                  |
| 1981     | Fausta Peña                       | Puerto Plata           |                                  |
| 1982     | Soraya Morey                      | San Pedro de Macorís   |                                  |
| 1983     | María Alexandra Astwood           | Santo Domingo          |                                  |
| 1984     | Sumaya Heinsen                    | Puerto Plata           |                                  |
| 1985     | Melba Vicens Bello                | Santo Domingo          |                                  |
| 1986     | Lissette Chamorro                 | Monte Cristi           |                                  |
| 1987     | Carmen Rita Pérez                 | Santiago               |                                  |
| 1988     | Patricia Jiménez                  | Duarte                 | Top 10                           |
| 1989     | Anny Canaán                       | La Vega                |                                  |
| 1990     | Rosario Rodríguez                 | Santo Domingo          |                                  |
| 1991     | Melissa Vargas                    | Santiago               |                                  |
| 1992     | Liza González                     | Santiago               |                                  |
| 1993     | Odalisse Rodríguez                | Santo Domingo          |                                  |
| 1994     | Vielka Valenzuela                 | La Vega                |                                  |
| 1995     | Cándida Lara Betances             | San Cristóbal          | Top 10                           |
| 1996     | Sandra Abreu                      | La Romana              |                                  |
| 1997     | Cesarina Mejía                    | Azua                   |                                  |
| 1998     | Selinée Méndez                    | Monseñor Nouel         |                                  |
| 1999***  | Luz Cecilia García Guzmán         | Moca                   |                                  |
| 2000***  | Gilda Jovine                      | Constanza              |                                  |
| 2001***  | Claudia Cruz de los Santos        | San Juan               |                                  |
| 2002     | Ruth Joanna Ocumárez Apataño      | San Pedro de Macorís   |                                  |
| 2003     | Amelia Victoria Vega Polanco      | Santiago               | Vincitrice Best National Costume |
| 2004     | Larissa del Mar Fiallo Scanlón    | La Vega                |                                  |
| 2005     | Renata Soñé Savery                | Santo Domingo          | 3ª classificata                  |
| 2006     | Mía Lourdes Taveras López         | Santiago               |                                  |
| 2007     | Massiel Indira Taveras Henríquez  | Santiago               |                                  |
| 2008     | Marianne Elizabeth Cruz González  | Hermanas Mirabal       | 3ª classificata                  |
| 2009     | Ada Aimée de la Cruz              | San José de Ocoa       | 2ª classificata                  |
| 2009     | Rocío Castellanos (Acting)        | Santo Domingo          | Non partecipa                    |
| 2010     | Eva Carolina Arias Viñas          | Espaillat              |                                  |
| 2011     | Dalia Fernández                   | Santiago               |                                  |
| 2012     | Dulcita Lieggi Francisco          | Distrito Nacional      |                                  |

- *Partecipa a Miss Mondo 1966
- **Scelta a mano
- ***Concorso differente, organizzato dalla Gatsby Dominicana Modeling Agency
- ****Non partecipa a nessun concorso

### Rappresentante per Miss Mondo
Miss Mundo Dominicana è un concorso partito nel 2003. Sin dal 1956 la rappresentante per Miss Mondo veniva scelta fra le finaliste di Miss Repubblica Dominicana e non attraverso un concorso separato.
| Anno | Vincitrice                          | Provenienza          | Piazzamento         |
| ---- | ----------------------------------- | -------------------- | ------------------- |
| 1966 | Jeanette Dotel Montes de Ocoa       | San Juan             | Top 15              |
| 1967 | Margarita Rosa Rueckschnat Schott   | Santo Domingo        |                     |
| 1968 | Ingrid García                       | Duarte               |                     |
| 1969 | Sandra Simone Cabrera Cabral        | Peravia              |                     |
| 1970 | Fatima Schéker*                     | La Altagracia        |                     |
| 1971 | Haydée Kuret                        | Barahona             |                     |
| 1972 | Teresa Evangelina Medrano           | Puerto Plata         |                     |
| 1973 | Clariza Duarte Garrido              | Puerto Plata         | Top 6               |
| 1974 | Giselle Scanlon Grullón             | La Vega              |                     |
| 1975 | Carmen Rosa Arredondo Pou           | Santo Domingo        |                     |
| 1976 | Jenny Corporan Viñas                | Santiago             |                     |
| 1977 | Jackeline Patricia Hernández        | La Altagracia        |                     |
| 1978 | Jenny Polanco                       | Puerto Plata         |                     |
| 1979 | Sabrina Brugal Tillan               | Baoruco              |                     |
| 1980 | Patricia Polanco Alvarez            | Santiago             |                     |
| 1981 | Josefina Maria Cuello Pérez         | Duarte               |                     |
| 1982 | Mariasela Álvarez Lebrón            | Santo Domingo        | Vincitrice          |
| 1983 | Maribel Estrella Florentino         | Azua                 |                     |
| 1984 | Mayerlinne Inés de Lara             | El Seibo             |                     |
| 1985 | María Trinidad González Hernández   | La Altagracia        |                     |
| 1986 | Susan González                      | Santiago             |                     |
| 1987 | Paula Lora                          | Salcedo              |                     |
| 1988 | María Josefina Martínez             | Santiago Rodríguez   |                     |
| 1989 | Irma Mauri                          | Puerto Plata         |                     |
| 1990 | Brenda Marte Lajara                 | Pedernales           |                     |
| 1991 | Rosanna Rodríguez Portalatín        | La Vega              |                     |
| 1992 | Gina María Rojas Mañón              | La Vega              |                     |
| 1993 | Lynn Alvarez Klinken                | La Vega              |                     |
| 1994 | Claudia Franjul González            | Baní                 |                     |
| 1995 | Patricia Bayonet Robles             | El Seibo             |                     |
| 1996 | Idelsa Núñez Torres                 | Azua                 | Top 10              |
| 1997 | Carolina Estrella Peña              | Puerto Plata         |                     |
| 1998 | Sharmin Arelis Díaz Escoto          | San Pédro De Macorís |                     |
| 1999 | Luz Cecilia García Guzmán           | Moca                 |                     |
| 2000 | Claudia Santaella                   | Santo Domingo        |                     |
| 2001 | Jeimy Castillo Molina               | Bonao                |                     |
| 2002 | Jeimi Hernández****                 | Bonao                |                     |
| 2003 | María Eugenia Vargas                | Sánchez Ramírez      | Top 20              |
| 2004 | Claudia Julissa Cruz Rodríguez      | Monseñor Nouel       | 2ª classificata     |
| 2005 | Elisa Abreu de los Santos***        | La Vega              |                     |
| 2006 | Paola Torres Cohen                  | Santiago             |                     |
| 2007 | Ada Aimeé de la Cruz                | San Cristóbal        | Top 16 Beach Beauty |
| 2008 | Geisha Nathali Montes de Oca Robles | Santo Domingo        |                     |
| 2009 | Ana Rita Contreras Sosa             | Monte Plata          |                     |
| 2010 | Marianly Tejada Burgos              | Duarte               | Miss World Sport    |
| 2011 | Jenny Claribel Blanco               | Santo Domingo        |                     |
| 2012 | Jenny Claribel Blanco               | Santo Domingo        |                     |

- * Partecipa a Miss International 1971
- ** Partecipa a Señorita República Dominicana 1965
- *** Semifinalista a Miss America Latina 2006
- **** Non partecipa ad alcun concorso

### Rappresentante per Miss Terra
Miss Tierra República Dominicana era un titolo che veniva assegnato durante il concorso Miss Repubblica Dominicana. Dal 2003 il titolo viene assegnato attraverso un concorso distinto. Detentore del franchise di Miss Terra Repubblica Dominicana è Juan H. Rojas.
| Anno | Vincitrice            | Provenienza              | Piazzamento     |
| ---- | --------------------- | ------------------------ | --------------- |
| 2001 | Catherine Núñez       | Elías Piña               |                 |
| 2002 | Yilda Santana         | Duvergé                  |                 |
| 2003 | Suanny Frotaan        | La Romana                |                 |
| 2004 | Nileny Estevez        | Santiago Rodríguez       |                 |
| 2005 | Amell Santana         | Hato Mayor               | 2ª classificata |
| 2006 | Alondra Peña          | Puerto Plata             |                 |
| 2007 | Themys Fabrier        | Azua                     | Semifinalista   |
| 2008 | Diana Flores          | San Francisco de Macorís |                 |
| 2009 | Mariel García         | San Francisco de Macorís |                 |
| 2010 | Wisleidy Osorio       | Samaná                   |                 |
| 2011 | Sarah María Féliz Mok | Monseñor Nouel           |                 |

### Rappresentante per Miss International
Reina Nacional de Belleza Miss República Dominicana è il concorso che si tiene annualmente per selezionare la rappresentante dominicana per Miss International. Il concorso è stato istituito nel 2003. Prima di allora la rappresentante veniva scelta fra le finaliste di Miss Repubblica Dominicana.
| Anno | Vincitrice                       | Provenienza            | Piazzamento/Note |
| ---- | -------------------------------- | ---------------------- | ---------------- |
| 1962 | Milagros Garcia Duval            | Santiago Rodríguez     |                  |
| 1963 | Norma Guzman Simo                | Espaillat              |                  |
| 1964 | Mildred Almonte Rouas            | Válverde               |                  |
| 1967 | Vivien Susana Estrella           | Santiago               |                  |
| 1989 | Elbanira Morales de la Rosa      | Azua                   |                  |
| 1990 | Vivian Aelin Calderon            | Puerto Plata           |                  |
| 1991 | Melissa Vargas                   | Santiago               |                  |
| 1992 | Giselle del Carmen Abreu         | Barahona               | Semifinalista    |
| 1994 | Alexia Lockhart                  | Santiago               |                  |
| 1995 | Candida Lara                     | San Cristóbal          |                  |
| 1996 | Sandra Abreu                     | La Romana              |                  |
| 1997 | Elsa Maria Pena Rodriguez        | Peravia                |                  |
| 1998 | Sorangel Fersobe Matos           | San Juan de la Maguana |                  |
| 1999 | Patsi Arias                      | Peravia                | Semifinalista    |
| 2000 | Daniela Marleny Andrade Martinez | Samaná                 | Non partecipa    |
| 2001 | Belgica Judith Cury              | Santo Domingo Este     | Semifinalista    |
| 2002 | Jeimi Vanessa Hernandez Franjul  | Bonao                  | Semifinalista    |
| 2004 | Carol Maria Arciniegas           | Com. Dom. Nueva York   |                  |
| 2005 | Yadira Geara Cury                | Espaillat              | 2ª classificata  |
| 2006 | Wilma Joama Abreu Nazario        | Monte Plata            | Semifinalista    |
| 2007 | Ana Carolina Viñas               | La Altagracia          |                  |
| 2008 | Claudia Mabel Peña Gómez         | Monseñor Nouel         |                  |
| 2009 | Victoria Fernández               | Santiago               | Semifinalista    |
| 2010 | Sofinel Báez                     | Santo Domingo          |                  |